# Elio Angelini
Elio Angelini (Ravenna, 27 luglio 1926 – Ravenna, 27 febbraio 1999) è stato un calciatore italiano, di ruolo portiere.

## Carriera

Elio Angelini

Tra il 1945 e il 1950 vive esperienze con Ravenna e Baracca Lugo in Serie C.
Ha esordito in Serie A con la maglia dell'Udinese il 1º marzo 1951 in Novara-Udinese (2-0).
Ha giocato in massima serie anche con le maglie di Legnano (in prestito dall'Udinese), Juventus e Palermo.